# Téléphérique Vaujany-Alpette
Le téléphérique Vaujany-Alpette ou téléphérique du Dôme des Petites Rousses I est une remontée mécanique de France située en Isère, dans les stations de sports d'hiver de Vaujany et Oz-en-Oisans. Il tient son nom du dôme des Petites Rousses dont il permet d'atteindre le sommet via le téléphérique Alpette-Rousses. Un accident survenu le 13 janvier 1989 fait huit morts lorsqu'une cabine se décroche et chute une semaine avant son ouverture au public.

## Caractéristiques
Ce téléphérique double voie à va-et-vient relie le village de Vaujany à 1 250 mètres d'altitude à l'Alpette au sud-est à 2 062 mètres d'altitude au pied des Petites Rousses en parcourant les 812 mètres de dénivelé et les 2 464 mètres de longueur en 12 minutes à la vitesse de 3,4 m/s, soit près de 40 km/h. Ses deux cabines ont chacune une capacité de 160 personnes, si bien qu'il peut transporter plus de 1 500 personnes par heure et par sens. Il fonctionne en période hivernale et estivale
À la gare supérieure du téléphérique, le téléphérique Alpette-Rousses (ou téléphérique du Dôme des Petites Rousses II) prend le relais pour gagner le sommet du dôme des Petites Rousses. Le téléphérique Vaujany-Alpette est également relié aux télécabines de l'Enversin et de Mont Frais à Vaujany ainsi qu'à la télécabine de l'Alpette, le télésiège du Clos Giraud et le téléski de l'Alpette à l'Alpette,.

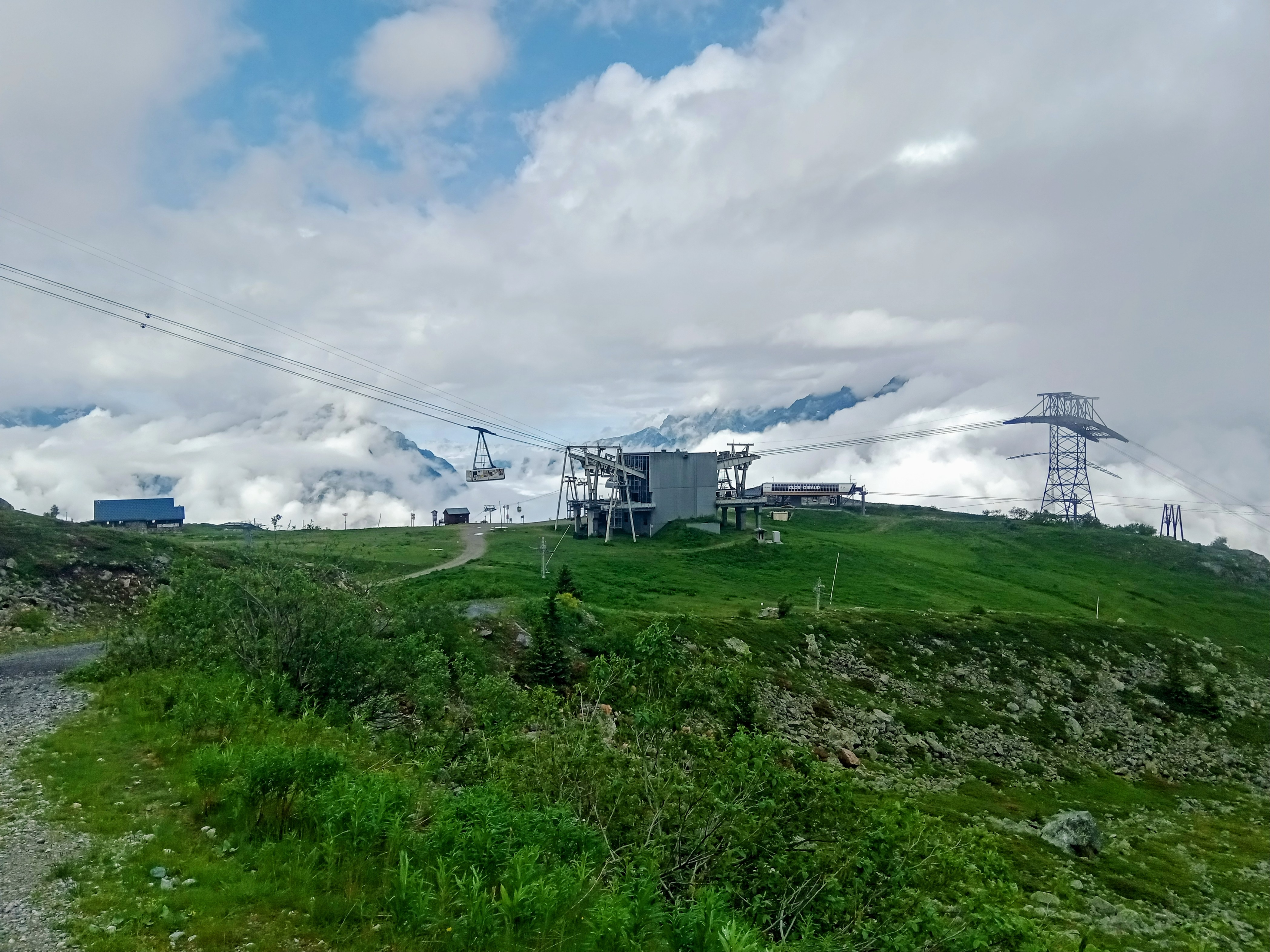
Une cabine du téléphérique Alpette-Rousses au départ de l'Alpette, lieu d'arrivée du téléphérique Vaujany-Alpette visible sur la droite.
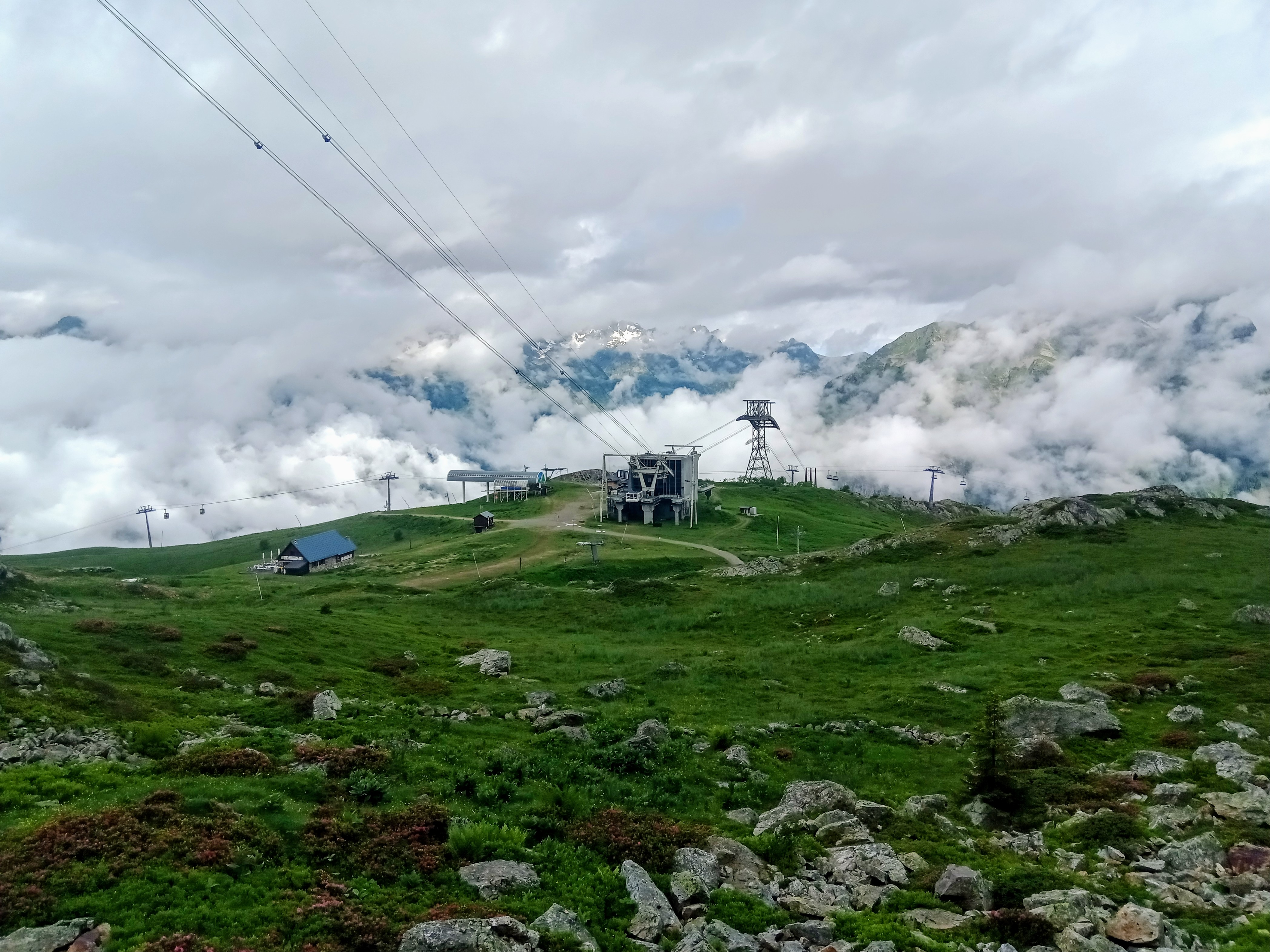
L'Alpette avec au premier plan les câbles du téléphérique Alpette-Rousses connecté au téléphérique Vaujany-Alpette venant de la vallée ; sur la gauche l'arrivée de la télécabine de l'Alpette.
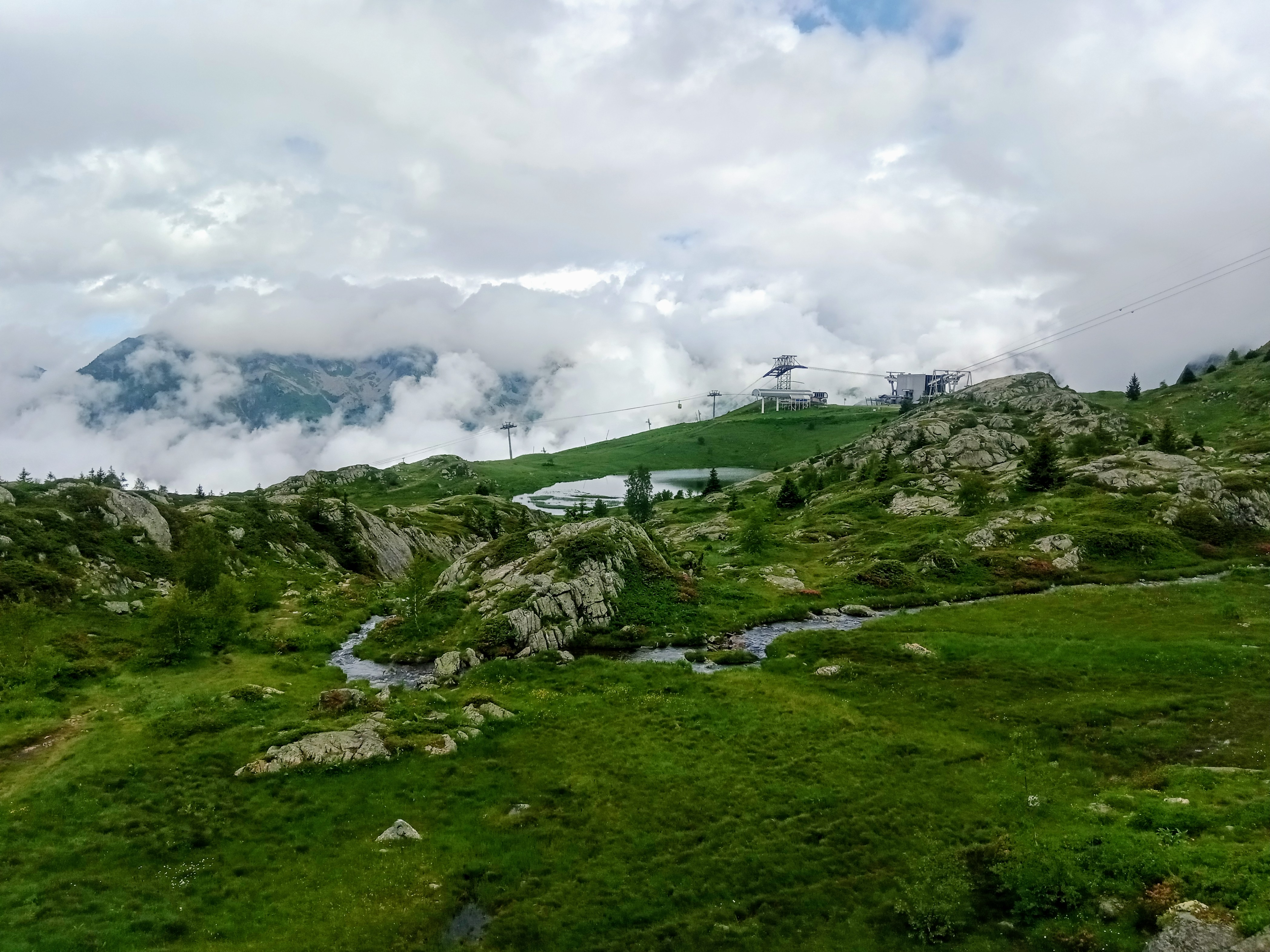
Le lac Carrelet avec derrière la télécabine de l'Alpette et les téléphériques Vaujany-Alpette et Alpette-Rousses.

## Histoire

### Construction
Il est construit en 1988 et 1989, pour 200 millions de francs et ouvert le 17 mars 1990 en même temps que son second tronçon entre l'Alpette et le dôme des Petites Rousses ; ils sont présentés à l'époque comme « le plus grand téléphérique du monde »,. Ils permettent de relier Vaujany — 242 habitants à l'époque — au domaine skiable d'Alpe d'Huez.
Le financement est permis par les retombées économiques liées à la construction du barrage de Grand'Maison dans la vallée de l'Eau d'Olle, au nord-est du village.

### Catastrophe de Vaujany
Le 13 janvier 1989 à 18 h 50, une semaine avant son inauguration, la cabine no 2 redescendant au village se décroche de son chariot et effectue une chute d'environ 200 mètres dans le torrent du Flumet. Ses huit occupants, des techniciens dont trois originaires du village travaillant pour la SATA et chargés de finaliser les tests, sont tués sur le coup,,. Une chapelle ardente est installée dans l'église du village. Après une reprise des travaux à la fin de l'année 1989, le téléphérique est finalement ouvert le 17 mars 1990 ; la première benne à transporter les près de 160 passagers — elle aussi numérotée 2 comme celle de la catastrophe — s'immobilise sans explication en pleine ascension, à l'endroit même où l'accident a eu lieu un an auparavant, avant de reprendre sa course au bout de quelques secondes. Son inauguration a lieu à Vaujany le 14 décembre 1991 — soit près de deux ans après la catastrophe — en même temps que la nouvelle mairie, la salle des fêtes et l'office de tourisme. Une stèle est érigée sur les lieux de l'accident et une sculpture commémorative est installée le long du lac du Verney sur la RD 526.
Les expertises concluront à des vices de construction. Les travaux sont réalisés en six mois alors que deux ans minimum auraient été nécessaires ; la pression avait été mise sur les entreprises et les pouvoirs publics — notamment Alain Carignon alors maire de Grenoble, président du syndicat d'agglomération, président du conseil général et ministre de l'Environnement — et les recours ignorés pour que l'ouverture soit faite rapidement. La résistance des vis et des goupilles permettant d'accrocher la cabine au chariot fut mal calculée selon un premier rapport d'expertise remis le 18 avril 1989 et Poma a copié un système d'accroche suisse sans savoir que celui-ci était en réalité défectueux. Des anomalies et des manquements en matière de sécurité avaient été rapportées par les techniciens chargés de la construction. Enfin, les services de l'État chargés des contrôles n'ont réalisé que des examens partiels. Le procès s'ouvre le 9 septembre 1996 au tribunal de Grenoble. Le dossier d'instruction pointe la responsabilité du constructeur Poma ; parmi les prévenus poursuivis pour homicide involontaire se trouvent le PDG, l'ingénieur en chef et le maître-d'œuvre chargés des contrôles des remontées de Poma. Le 21 octobre, le jugement confirme la responsabilité pénale de l'entreprise mais les prévenus n'écopent que de prison avec sursis contrairement au réquisitoire qui réclamait notamment de la prison ferme, ce qui scandalise les familles des victimes.

### Émission radiophonique
- Épisode La catastrophe du téléphérique de Vaujany de la série Affaires sensibles, d'une durée de 48 minutes et 7 secondes. Scénario de Raphaël Pueyo, Fabrice Drouelle Diffusé pour la première fois le 24 février 2025 sur la chaîne France Inter. Autres crédits : Philippe Descamps. Visionner l'épisode en ligne